# 긍정
긍정(肯定, 영어: affirmation)은 논리학에서 그렇다고 인정하는 개념으로 부정의 반대개념이다.